# Will Byers
William "Will" Byers, född den 22 mars 1971, är en fiktiv karaktär i den amerikanska dramaserien Stranger Things, spelad av Noah Schnapp. Will är en återkommande roll i första säsongen, för att sedan bli en av huvudpersonerna i efterkommande säsonger.

## Fiktiv biografi

### Säsong 1
Will, Joyce Byers son, är en blyg och snäll pojke som bor med sin bror och mamma i staden Hawkins. Han brukar spela Drakar och Demoner med sitt kompisgäng. Men i november 1983 försvinner Will nära Mirkwood i Hawkins. En polisinsats drar igång, men det visar sig inte vara något vanligt försvinnande. Will har hamnat i den alternativa dimensionen, Upside Down, där han är tillfångatagen av surrealistiska monster. Wills mamma, Joyce, är helt säker på att Will är vid liv; hon får mystiska samtal och offrar hela sitt hem för att få tecken från Will. Will får fram sitt budskap genom att stava meningar med lampor, och Joyce lyckas övertala den tvekande polischefen Jim Hopper att hjälpa till.
Efter en lång mörk vecka, och med hjälp av en flicka med telekinetiska krafter, tar sig Joyce och Hopper in i Upside Down och Will räddas. Men han är grovt traumatiserad, och han berättar senare att han fortfarande kan känna av de onda krafterna.

### Säsong 2
Väl tillbaka i verkligheten mobbas Will av Hawkins invånare. Han blir kallad för "Zombie boy" (svenska: "zombiepojken"). Under tiden Will var borta har det både hållits en begravning och ett tal för honom. Han har regelbundna möten med Dr Sam Owens på Hawkins laboratorium, som vet att det Will varit med om är helt sant. Will upplever visioner där han under korta stunder tycks hamna i den andra dimensionen. Detta verkar först bara vara symtom efter det traumatiska som Will varit med om, med det visar sig snart att dessa visioner är verklighet. I visionerna ser Will ett skuggliknande monster som vill åt honom. Efter ett råd från Bob stannar Will till slut upp då han blir jagad, istället för att fly, vilket visar sig vara en mycket dålig idé. Han blir stående på gräsplanen, till vilken har sprungit då han varit jagad, och monstret kommer ikapp och anfaller Will. Senare visar det sig att han blivit besatt av monstret, som utnyttjar Wills kropp i syfte att stoppa de som försöker stänga porten mellan dimensionerna.
Will beter sig konstigt. Han vill bland annat inte vistas i värme. I en vision ser Will att polischefen Jim Hopper fastnat i ett tunnelsystem under marken. Han ritar teckningar som sätts ihop som en karta över Hawkins och med hjälp av den räddas Hopper. Laboratoriet sätter eld på tunnlarna, vilket får Will att falla ihop i kramp och smärta. Dr Owens vägrar att förstöra tunneln, som visar sig vara en del av monstret som även finns i Will, eftersom det skulle kunna döda Will.
Efter händelsen är Will helt kontrollerad av monstret, som kallas Mind Flayer efter en av pjäserna i spelet Drakar och Demoner. Han tas till en plats som inte ska avslöja var han är, eftersom det kan leda till att Mind Flayer kommer dit. I och med att Will knappt kan kontrollera sin kropp använder han sina fingrar och skapar morsekod som hjälper honom att befrias. Joyce, Jonathan och Nancy Wheeler bränner monstret, som inte tål värme, ur Wills kropp. Men det visar sig att Mind Flayer fortfarande finns kvar där ute...